# تنظير الحنجرة
يطلق مصطلح تنظير الحنجرة (بالإنجليزية: Laryngoscopy)‏ على العملية التي يتم من خلالها فحص تجويف الحنجرة عن طريق إدخال أداة خاصة تسمَّى مِنظارُ الحنجرة  عبر فم المريض. يهدف هذا الإجراء الطبي إلى الحصول على نظرة عامة على الحبال الصوتية ومزمار الحنجرة على سبيل المثال.
يمكن أن تتم عملية تنظير الحنجرة بغرض تسهيل تنبيب رغامي أثناء التخدير العام أو الإنعاش القلبي الرئوي أو التدخلات الجراحية التي تجرى على الحنجرة أو أجزاء أخرى من الشجرة الرغامية القصبية العلوية.

## تاريخ

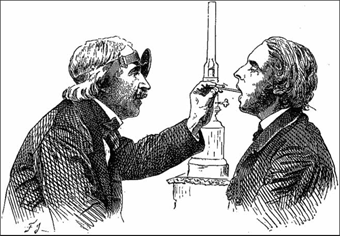
أثناء عملية لتنظير الحنجرة لمراقبة وظيفة الصوت لمغني بمساعدة منظار الحنجرة من مانويل غارسيا سنة 1884.

كان الطبيب الألماني فيليب فون بوزيني (1773–1809)  من بين أول الأطباء الذين استعملوا مرآة الفم لفحص وتفقد البلعوم.
بحلول سنة 1854، أصبح المدرس الإسباني المسمى مانويل غارسيا (1906-1805) أول رجل يتمكن من رؤية فتحة المزمار والحنجرة عند إنسان على قيد الحياة. استعمل غارسيا أداة خاصة من اختراعه تستخدم اثنتين من المرايا تعتمد على الشمس كمصدر ضوئي خارجي.
باستخدام هذا الجهاز كان قادرا على مراقبة وظيفة مزمار حنجرته بالإضافة إلى الجزء العلوي من قصبته الهوائية. حيث عرض النتائج التي توصل إليها في الجمعية الملكية في لندن سنة 1855.
جميع الملاحظات التي تلت ذلك كانت تتم دائما باستعمال رؤية غير مباشرة باستخدام المرايا، إلى غاية ال 23 أبريل لسنة 1895، عندما توصل الألماني ألفريد كيرستين (1922-1863) لأول مرة إلى طريقة للرؤية المباشرة للحبال الصوتية. أجرى كيرستين أول تنظير مباشر للحنجرة في برلين، باستخدام منظار مرئي كان قد عدله بنفسه لهذا الغرض؛ أطلق عليه اسم «الأتوسكوب'». ويعتقد أن وفاة الإمبراطور فريدريك الثالث في سنة 1888 بعد اصابته بسرطان الحنجرة،  كانت سببا في دفع كيرستين لتطوير الأوتوسكوب.
في سنة 1913، كان الأمريكي شيفالير جاكسون أول من أفاد بنجاح استخدام التنظير المباشر للحنجرة كوسيلة فعالة لتنبيب القصبة الهوائية. قدم جاكسون شفرة جديدة لتنظير الحنجرة، ضمت مصدرا ضوئيا في أقصى نهايتها، بدلا من المصدر الضوئي القريب الذي استخدمه كيرستين. تضمنت الشفرة الجديد مكونا ينزلق يمكن للمشغل أن يتحكم به للسماح بمرور الأنبوب الصدري أو منظار القصبات الهوائية.
في نفس السنة، نشر هنري هارينغتون جانواي (1921-1873) نتائج كان قد حققها باستخدام منظار حنجرة جديد آخر قام بتطويره مؤخرا. وعلى غرار جهاز جاكسون، تضمنت أداة جانواي هي الأخرى مصدرا ضوئيا بعيدا. مع ذلك كان هذا المنظار فريدا من نوعه، حيث تم إدراج بطاريات ضمن القبضة، بالإضافة إلى شق مركزي في الشفرة للحفاظ على أنبوب القصبة الهوائية في خط وسط البلعوم أثناء التنبيب، وانحناء طفيف في النهاية البعيدة للشفرة للمساعدة في توجيه الأنبوب عبر مزمار الحنجرة. أدى نجاح هذا التصميم إلى استخدامه في وقت لاحق في أنواع أخرى من الجراحة.ليساهم جانواي بذالك في تعميم الاستخدام الواسع النطاق للتنظير المباشر للحنجرة والتنبيب الرغامي في ممارسة التخدير.

## التنظير غير المباشر للحنجرة
يجرى تنظير الحنجرة غير المباشر على المريض بهدف إلقاء نظرة على داخل فمه وحلقه باستعمال مرآة دائرية صغيرة بقطر سنتمتر أو اثنين، يتم الاستعانة بها بغرض عكس صورة للحنجرة بشكل غير مباشر. يستعين الطبيب بضوء يضعه على جبهته لإضاءة الفم والمنطقة المنظرة بشكلٍ أفضل، وبهذا تبقى يداه حرتين.
يتم هذا الفحص في الغالب بهدف كشف وإزالة جسم غريب (على سبيل المثال، عظم سمك عالق في الحلق) أو إجراء تقييم لحالة الحنجرة.

## التنظير المباشر للحنجرة
يتم هذا النوع من التنظير غالبا تحت المجهر ويتطلب إجراء تخدير عام، وهذا التنظير يقدِّم نظرة شاملة ودقيقة لمراقبة الحنجرة.
يختلف هذا التنظير عن الحالة السابقة (التنظير غير المباشر للحنجرة)، حيث يتم الأمر في هذه الحالة باستعمال مقبض وشفرة مقوسة (بدلا من المنظار المعد للفحص تحت المجهر) تسمح للطبيب بإزاحة اللسان جانباً ليتمكن من رؤية الأوتار الصوتية بشكلٍ أفضل.
تتمّ عملية التنظير المباشر للحنجرة (في العادة) على المريض الذي يكون مستلقيا على ظهره. حيث يتم إدخال منظار الحنجرة في الفم على الجانب الأيمن ثم قلبه إلى الأيسر بغرض عزل ونقل اللسان من خط النظر، اعتمادا على نوع من الصفيحة المستخدمة، يتم الإدراج إما إلى الأمام أو إلى الخلف إلى لسان المزمار ومن ثم الرفع قليلا مع حركة إلى الأعلى وإلى الأمام، هذه الحركة تجعل رؤية المزمار ممكنة.

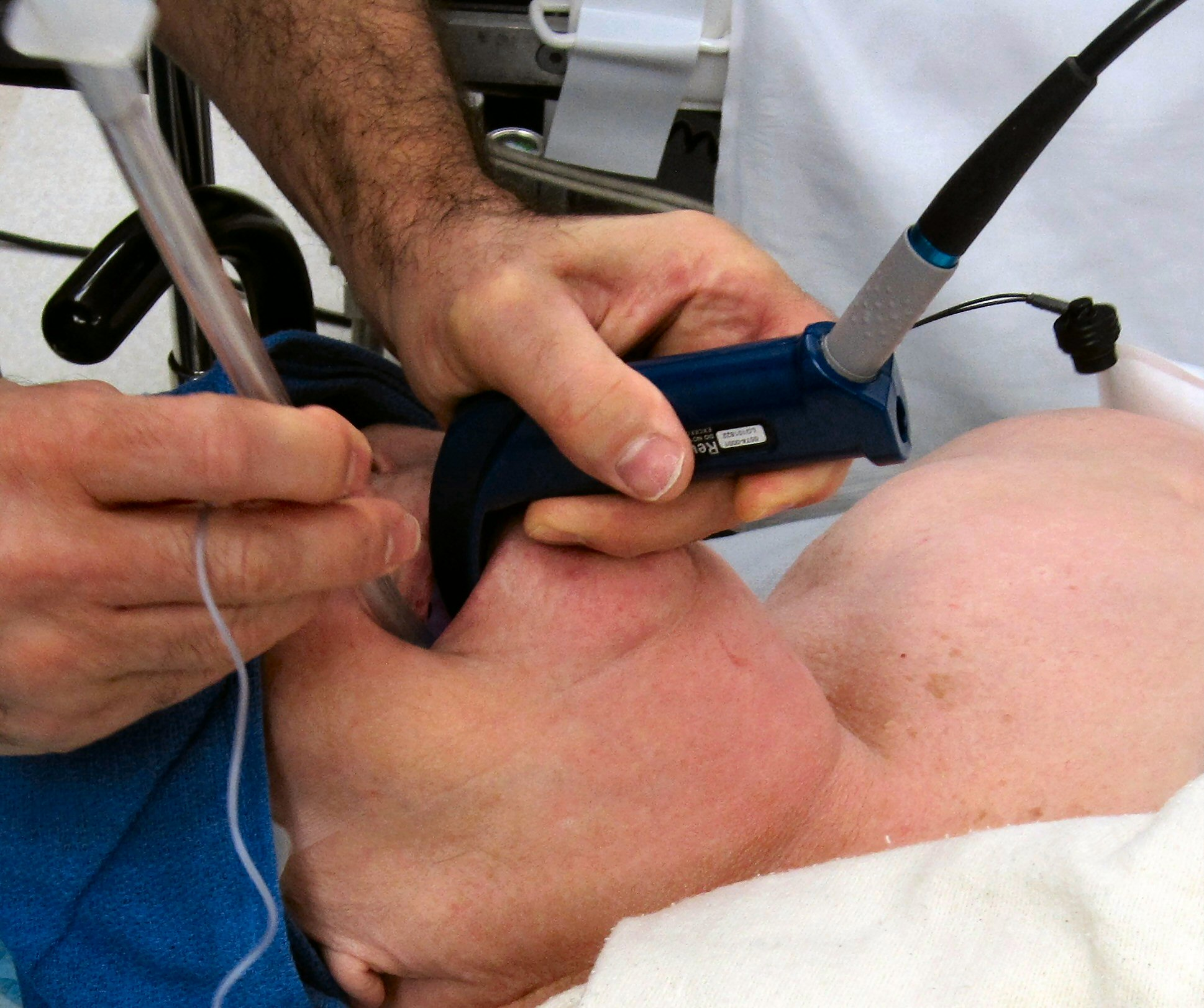
صورة لطبيب تخدير يستخدم منظار الحنجرة المنزلق لأنببة القصبة الهوائية لشخص كبير السن مصاب بمرض السمنة.

هناك ما لا يقل عن عشرة أنواع مختلفة من مناظير الحنجرة التي تستخدم في هذا المجال، كل منها له استخدامه المحدَّد وفقا للأخصائي الذي يجري الفحص (أمراض الانف والأذن والحنجرة وطب الأمراض المتعلقة بالنطق).
يقام هذا الفحص بغرض مراقبة المناطق الداخلية للحنجرة في حالات اضطرابات الصوت، ألم البلعوم، وصعوبات التنفس. في حالات أخرى يتم لغرض أخذ أنسجة لتحليلها (خزعة) أو لإجراء بعض العمليات الجراحية باستعمال الأدوات الجراحية التقليدية أو الليزر.

### الفوائد
تنظير الحنجرة هو اختبار تشخيصي ذي أهمية بالغة، يمكِّن من الكشف عن أورام أو إصابات في منطقة الحنجرة. حيث يتمكن الطبيب بفضل هذا الفحص من الحصول على معلومات إضافية دقيقة حول الحنجرة. إذا تم اكتشاف أي مرض، يتم التعامل معه على الفور، ما يسمح عادة للمريض بالشفاء بسرعة. من الناحية الطبية يعد فحص التنظير المباشر للحنجرة تدخلا ثقيلا. وعليه فإن المريض ليس ملزما بالضرورة بالبقاء بعد اجرائه لتنظير الحنجرة في حالة استشفاء بالمستشفى. في كثير من الحالات، يمكن للمريض مغادرة المستشفى في نفس اليوم مباشرة بعد إجرائه للفحص.

### المخاطر
على اعتبار ان تنظير الحنجرة هو إجراء غير مريح للغاية، فإن العملية لا تتم عادة على المرضى في حالة وعي، أو على المرضى الذين يعانون من رد الفعل البلعومي.
قد يعاني المريض بعد التنظير من تغير مؤقت في الصوت أو آلام في الحلق والرقبة، يمكن أن تستمر هذه الآلام لمدة تصل إلى 3 أيام بعد إجراء الجراحة، يتم في العادة علاجها باستعمال المسكنات. في بعض الحالات، يمكن أن تؤدي عملية تنظير الحنجرة إلى ظهور جروح على مستوى اللسان والشفتين، أو يتسبب أيضا صدمة على مستوى الأسنان. ويرجع ذلك إلى الأدوات المستخدمة في عملية التنظير، التي يجب أن لا تشكل مصدر قلق للمريض.
مضاعفات ما بعد العملية:
قد تشمل كذلك ظهور الحمى، لكنها سرعان ما تختفي في العادة بعد مرور اليوم الثاني من إجراء الفحص. ينضاف إلى ذلك مخاطر أخرى معتادة ترتبط بالتخدير العام للجسم.